# Автострада Сан-Марино
Автострада Сан-Марино (серед місцевого населення більше відома як Superstrada) дорога, яка проходить від міста Борго-Маджоре до Доманьяно через міста Серравалле та Догана (останнє розташоване поряд із кордоном з Італією). Частина автостради побудована на місці нині неіснуючої залізничної колії, яка була зруйнована під час битви при Ріміні.